# XI Gruppo
IL IX Gruppo era un gruppo di volo del Servizio Aeronautico del Regio Esercito, attivo nella prima guerra mondiale.

## Storia

### Prima guerra mondiale
Il reparto nasce il 10 aprile 1917 dal IV Gruppo di Pordenone con la 2ª Squadriglia, 3ª Squadriglia, 4ª Squadriglia, 6ª Squadriglia e 15ª Squadriglia da bombardamento Caproni comandato dal Maggiore Piero Opizzi.
Il 14 luglio il comando passa al Magg. Domenico Mondelli ed il 25 luglio al Magg. Armando Armani che dal 1927 al 1928 sarà il Capo di stato maggiore dell'Aeronautica Militare.
Il 2 agosto 1917 svolge il primo bombardamento di Pola ed il 4 ottobre cede la 15^ ricevendo il 27 ottobre la 5ª Squadriglia durante la Battaglia di Caporetto.
In seguito ripiega all'Aeroporto di Padova mandando molti aerei all'Aeroporto di Brescia-Ghedi per riorganizzazione ed in novembre resta con la 4ª, 5ª e 6ª.
Il 3 febbraio 1918 ritorna la 5^ ed il 21 febbraio viene aggregata la 87ª Squadriglia aeroplani ed in primavera il comandante è il Magg. Leonardo Nardi.
In marzo arriva la 181ª Squadriglia triplani del Magg. Luigi Carnevale ed il 19 maggio si sposta all'Aviosuperficie di Ca' degli Oppi di Oppeano.
In giugno il comando passa al Magg. Luigi Reggio ed il reparto si sposta al Campo di aviazione di Verona-Tombetta, in luglio cede la 181^ ed in settembre la 87^.
Il 7 ottobre Reggio muore per l'Influenza spagnola ed il comando interinale passa al Magg. Enrico Cellerino.
Sempre in ottobre il Gruppo fa parte della Massa da Bombardamento ed il 20 ottobre torna a Padova lasciando un aereo a Verona per l'Ufficio I.T.O. della 3ª Armata che era un servizio informazioni dipendente dall'Ufficio I.T.O. del comando supremo.
In dicembre il comandante è il Magg. Costantino Quaglia ed alla fine del mese si sposta a Verona con le squadriglie.
Al 28 febbraio 1919 dispone della 4ª, 6ª e 161ª SIA 9b.

### Seconda guerra mondiale
Al 10 gennaio 1940 l'11º Gruppo era dotato dei Fiat B.R.20 al comando del Mag. Roberto Giannone con la 1ª Squadriglia e la 4ª Squadriglia nel 13º Stormo Bombardamento Terrestre dell'Aeroporto di Piacenza-San Damiano per la 1ª Squadra aerea.
Al 22 ottobre successivo era a Melsbroek di Steenokkerzeel nel Corpo Aereo Italiano fino al 10 gennaio 1941.
Nel maggio 1942 passa sui Caproni Ca.313.
All'8 settembre 1943 era con la 1ª e la 4ª Squadriglia all'Aeroporto di Bresso.